# Stan Cullis
Stanley Cullis (sinh ngày 25 tháng 10 năm 1916 - mất ngày 28 tháng 2 năm 2001) từng là một cầu thủ bóng đá và huấn luyện viên bóng đá người Anh, chủ yếu cho Wolverhampton Wanderers. Trong giai đoạn Cullis cầm quân từ năm 1948 đến năm 1964, Wolves đã trở thành một trong những đội bóng mạnh nhất tại xứ sở sương mù, vô địch hạng đấu cao nhất ba lần, và cũng góp mặt trong những trận giao hữu với những câu lạc bộ hàng đầu tại châu Âu, hoạt động như tiền thân của European Cup.

## Sự nghiệp cầu thủ
Cullis gia nhập Wolverhampton Wanderers khi còn là một cậu thiếu niên, sau khi thử việc tại Bolton Wanderers, được kí hợp đồng chuyên nghiệp sau khi tới đội được một tuần. Cullis nhanh chóng vượt qua các hệ thống học viện và đội trẻ, sau đó có trận ra mắt chuyên nghiệp vào ngày 16 tháng 2 năm 1935, trong thất bại 2−3 trước Huddersfield Town. Ông phải đợi đến mùa giải 1936–37 để trở thành lựa chọn hàng đầu ở đội một, khi ông thay thế Bill Morris, và trở thành đội trưởng.
Cullis dẫn dắt đội trở thành một trong những đội mạnh nhất tại Anh thời bấy giờ, về đích ở vị trí Á quân trong hai mùa giải 1937–38 và 1938–39. Năm 1939, Wolves có cơ hội để giành cú đúp danh hiệu, nhưng việc chỉ có 5 chiến thắng trong 11 trận đấu cuối cùng của mùa giải đồng nghĩa với việc Wolves để tuột mất chức vô địch vào tay Everton. Họ cũng đã vào tới chung kết cúp FA 1939 nhưng để thua 1–4 trước Portsmouth, qua đó trở thành đội bóng Anh thứ ba cán đích ở vị trí Á quân tại cả giải đấu và Cúp FA.
Khi chiến tranh thế giới thứ hai nổ ra trên khắp châu Âu, nó đã lấy đi những năm tháng đẹp nhất trong sự nghiệp của Cullis.
Ông được triệu tập lên đội tuyển Anh và có trận ra mắt trên đấu trường quốc tế vào ngày 23 tháng 10 năm 1937, trong thắng lợi 5–1 trước đội tuyển Ireland. Bởi vì sự bùng nổ của chiến tranh, ông chỉ có được 12 lần ra sân cho đội tuyển (một trong số đó với tư cách đội trưởng), mặc dù ông cũng chơi 20 trận cho đội tuyển trong thời chiến (trong đó 10 trận với tư cách đội trưởng).
Khi đội tuyển Anh đối đầu với đội tuyển Đức ở Berlin vào ngày 14 tháng 5 năm 1938, Cullis từ chối gia nhập cùng các đội khác trong việc thực hiện kiểu chào Quốc xã trước trận đấu. Cullis, cầu thủ duy nhất từ chối thực hiện kiểu chào, đã bị loại khỏi đội hình thi đấu; đội tuyển Anh thắng chung cuộc 6-3.
Trong chiến tranh, ông phục vụ với tư cách một "huấn luyện viên thể chất" ở cả Vương quốc Anh và Ý, Cullis cũng có 34 lần ra sân trong thời chiến cho Wolves ở các giải đấu địa phương, ngoài ra ông cũng là khách mời ở Aldershot, Fulham và Liverpool. Không lâu sau đó, ông cũng được mời huấn luyện Fredrikstad vào năm 1946.
Khi bóng đá chuyên nghiệp trở lại tại Anh vào mùa giải 1946–47, Cullis chỉ chơi thêm một mùa giải cho Wolves, và đội bóng thêm một lần nữa để tuột mất chức vô địch một cách sát nút. Cullis sau đó tuyên bố giải nghệ như một hệ quả của chấn thương và được bổ nhiệm làm trợ lý cho huấn luyện viên Ted Vizard. Cullis đã có 172 lần ra sân cho Wolves trong thời gian thi đấu chuyên nghiệp.

## Sự nghiệp huấn luyện
Tháng 6 năm 1948, ở tuổi 31, Cullis trở thành huấn luyện viên của Wolverhampton Wanderers và đã tạo nên kỉ nguyên thành công nhất trong lịch sử đội bóng. Ngay trong mùa giải đầu tiên cầm quân, ông đã trở thành huấn luyện viên trẻ tuổi nhất lên ngôi vô địch FA Cup tại Wembley khi mà Wolves đã đánh bại Leicester City để có lần đầu vô địch một danh hiệu lớn kể từ năm 1908. 5 năm sau, Wolves đánh bại đối thủ địa phương West Bromwich Albion để lên ngôi vô địch Football League First Division lần đầu tiên trong lịch sử câu lạc bộ.
Đội bóng của Cullis cũng đã lấy lại được chút danh dự cho bóng đá Anh sau khi đội tuyển Anh nhận thảm bại trước đội tuyển Hungary, khi mà Wolves đã đánh bại một Budapest Honvéd với một đội hình gồm phần lớn là thành phần đội tuyển Hungary trong một trận giao hữu vào năm 1954, và lời bình luận của Cullis nói rằng đội bóng của ông là "nhà vô địch của thế giới" đã đóng một vai trò to lớn trong việc thành lập các giải đấu cấp câu lạc bộ tại châu Âu, điển hình là European Cup. Họ cũng đã đối đầu với Moscow Spartal, Dynamo và Real Madrid (1957) trong các trận giao hữu.
Cullis dẫn dắt Wolves đến với thêm hai chức vô địch Football League First Division nữa, lần lượt vào các năm 1957–58 và 1958–59, họ cũng đã lỡ mất việc giành được cú ăn ba vào mùa giải 1959–60, kém một điểm so với đội vô địch Burnley, nhưng cũng có được chức vô địch Cúp FA năm 1960 để đóng dấu vị trí của họ là một trong những đội mạnh nhất của kỉ nguyên đó. Những năm thập niên 60 đã bắt đầu cho thấy sự chật vật của Wolves, và Cullis cũng bất ngờ bị sa thải vào tháng 9 năm 1964, ông cũng cho biết rằng bản thân sẽ không làm việc trong lĩnh vực bóng đá nữa, mặc cho những lời đề nghị từ Toronto City và Juventus.
Sau một khoảng thời gian ngắn làm nhân viên kinh doanh, vào tháng 12 năm 1965, Cullis lại quay trở lại nghiệp cầm quân, lần này điểm đến của ông là Birmingham City, nhưng đã không thể tái lập lại những thành công mà ông đã có tại Wolves. Cullis giải nghệ vào năm 1970, và trở thành một nhà đại lý du lịch tại Malvern, Worcestershire.

## Cuộc sống sau này
Cullis qua đời vào ngày 28 tháng 2 năm 2001, hưởng thọ 84 tuổi.
Những hành động nhằm mục đích tri ân ông có bao gồm việc đặt tên cho một khán đài ở sân vận động Molineux, khán đài này mang tên ông và có một bức tượng của Cullis ở ngay bên ngoài; vào năm 2003, ông được đưa tên vào Ngôi đền của những huyền thoại bóng đá Anh vì những cống hiến của ông trong suốt những năm tháng huấn luyện.

## Tri ân của Bill Shankly
Trong cuốn hồi ký năm 1976 của mình, Bill Shankly đã bày tỏ sự tri ân to lớn đối với Cullis, ông đã viết rằng: "Trong khi Stan [Cullis] rất thất thường và đôi khi trở nên thái quá trong những gì ông ấy nói, nhưng ông ấy chưa từng văng tục hay lăng mạ ai. Ông ấy cũng có thể trở nên cực kì mềm mỏng. Ông ấy cũng sẵn sàng cho bạn kể cả là đồng xu dính túi cuối cùng của ông ấy. Stan dành 100% cho Wolverhampton. Máu của ông ấy thậm chí cũng có thể có màu old gold. Cullis thậm chí cũng sẵn sàng chết vì Wolverhampton. Trên hết, Stan là một người thông minh và có thể thành công trong bất cứ thứ gì. Khi mà ông ấy rời Wolverhampton, tôi nghĩ trái tim của Cullis đã bị vỡ vụn và cả thế giới như "rơi" vào đầu của ông ấy. Tổng thể, là một cầu thủ, một huấn luyện viên, và vì trí thông minh của ông ấy, sẽ thật khó để tìm được một ai đó có đẳng cấp như Cullis kể từ khi môn thể thao này bắt đầu."

## Danh hiệu
Wolverhampton Wanderers (trên cương vị cầu thủ và huấn luyện viên)
- First Division
  - Vô địch: 1953–54; 1957–58; 1958–59
  - Á quân: 1937–38; 1938–39; 1949–50; 1954–55; 1959–60
  - Thứ ba: 1946–47; 1952–53; 1955–56; 1960–61
- Cúp FA
  - Vô địch: 1949; 1960
  - Á quân: 1939
  - Top 4: 1951
- FA Charity Shield
  - Vô địch: 1959
  - Đồng vô địch: 1949 (với Portsmouth); 1954 (với West Bromwich Albion); 1960 (với Burnley)
  - Á quân: 1958
- FA Youth Cup
  - Vô địch: 1958
  - Á quân: 1953, 1954, 1962

## Thành tích ở Wolverhampton Wanderers

### Cầu thủ
| Thành tích câu lạc bộ  | Thành tích câu lạc bộ   | Thành tích câu lạc bộ  | Giải đấu | Giải đấu  | Cúp     | Cúp       | Tổng cộng | Tổng cộng |
| Mùa giải               | Câu lạc bộ              | Hạng đấu               | Số trận  | Bàn thắng | Số trận | Bàn thắng | Số trận   | Bàn thắng |
| Anh                    | Anh                     | Anh                    | Giải đấu | Giải đấu  | Cúp FA  | Cúp FA    | Tổng cộng | Tổng cộng |
| ---------------------- | ----------------------- | ---------------------- | -------- | --------- | ------- | --------- | --------- | --------- |
| 1934–35                | Wolverhampton Wanderers | First Division         | 3        | 0         | 0       | 0         | 3         | 0         |
| 1935–36                | Wolverhampton Wanderers | First Division         | 12       | 0         | 0       | 0         | 12        | 0         |
| 1936–37                | Wolverhampton Wanderers | First Division         | 24       | 1         | 7       | 0         | 31        | 1         |
| 1937–38                | Wolverhampton Wanderers | First Division         | 36       | 0         | 2       | 0         | 38        | 0         |
| 1938–39                | Wolverhampton Wanderers | First Division         | 40       | 1         | 6       | 0         | 46        | 1         |
| 1939–40                | Wolverhampton Wanderers | First Division         | 0        | 0         | 0       | 0         | 0         | 0         |
| 1946–47                | Wolverhampton Wanderers | First Division         | 37       | 0         | 3       | 0         | 40        | 0         |
| Tổng cộng cả sự nghiệp | Tổng cộng cả sự nghiệp  | Tổng cộng cả sự nghiệp | 152      | 2         | 18      | 0         | 170       | 2         |

### Huấn luyện viên
| Mùa giải | Giải đấu       | Giải đấu | Giải đấu | Giải đấu | Giải đấu | Giải đấu | Giải đấu | Giải đấu | Giải đấu | Cúp FA | FA Charity Shield | Cúp châu Âu                       |
| Mùa giải | Hạng đấu       | P        | W        | D        | L        | F        | A        | Điểm số  | Vị trí   | Cúp FA | FA Charity Shield | Cúp châu Âu                       |
| -------- | -------------- | -------- | -------- | -------- | -------- | -------- | -------- | -------- | -------- | ------ | ----------------- | --------------------------------- |
| 1948–49  | First Division | 42       | 17       | 12       | 13       | 79       | 66       | 46       | 6th      | W      |                   |                                   |
| 1949–50  | First Division | 42       | 20       | 13       | 9        | 76       | 49       | 53       | 2nd      | R5     | Đồng vô địch      |                                   |
| 1950–51  | First Division | 42       | 15       | 8        | 19       | 74       | 61       | 38       | 14th     | SF     |                   |                                   |
| 1951–52  | First Division | 42       | 12       | 14       | 16       | 73       | 73       | 38       | 16th     | R4     |                   |                                   |
| 1952–53  | First Division | 42       | 19       | 13       | 10       | 86       | 63       | 51       | 3rd      | R3     |                   |                                   |
| 1953–54  | First Division | 42       | 25       | 7        | 10       | 96       | 56       | 57       | 1st      | R3     |                   |                                   |
| 1954–55  | First Division | 42       | 19       | 10       | 13       | 89       | 70       | 48       | 2nd      | QF     | Đồng vô địch      |                                   |
| 1955–56  | First Division | 42       | 20       | 9        | 13       | 89       | 65       | 49       | 3rd      | R3     |                   |                                   |
| 1956–57  | First Division | 42       | 20       | 8        | 14       | 94       | 70       | 48       | 6th      | R4     |                   |                                   |
| 1957–58  | First Division | 42       | 28       | 8        | 6        | 103      | 47       | 64       | 1st      | QF     |                   |                                   |
| 1958–59  | First Division | 42       | 28       | 5        | 9        | 110      | 49       | 61       | 1st      | R4     | Á quân            | Vòng 2 European Cup               |
| 1959–60  | First Division | 42       | 24       | 6        | 12       | 106      | 67       | 54       | 2nd      | W      | W                 | Tứ kết European Cup               |
| 1960–61  | First Division | 42       | 25       | 7        | 10       | 103      | 75       | 57       | 3rd      | R3     | Đồng vô địch      | Bán kết European Cup Winners' Cup |
| 1961–62  | First Division | 42       | 13       | 10       | 19       | 73       | 86       | 36       | 18th     | R4     |                   |                                   |
| 1962–63  | First Division | 42       | 20       | 10       | 12       | 93       | 65       | 50       | 5th      | R3     |                   |                                   |
| 1963–64  | First Division | 42       | 12       | 15       | 15       | 70       | 80       | 39       | 16th     | R3     |                   |                                   |